# Christina Schmuck
Christina „Christa” Schmuck (ur. 26 stycznia 1944 w Salzbergu) – niemiecka saneczkarka reprezentująca RFN, srebrna medalistka igrzysk olimpijskich, dwukrotna medalistka mistrzostw świata i Europy.
Na igrzyskach startowała dwukrotnie. Na igrzyskach w Grenoble w 1968 roku zdobyła srebrny medal, a na rozgrywanych cztery lata później igrzyskach w Sapporo była dziesiąta. Podczas mistrzostw świata w Königssee w 1969 roku była trzecia. Na rozgrywanych w tej samej miejscowości Mistrzostwach Świata w Saneczkarstwie 1970 wywalczyła srebro. Na mistrzostwach Europy wywalczyła dwa medale. W 1967 została mistrzynią Europy, a w 1970 zdobyła brąz.

## Osiągnięcia

### Igrzyska olimpijskie
| Rok  | Miejsce  | Jedynki |
| ---- | -------- | ------- |
| 1968 | Grenoble | 2.      |
| 1972 | Sapporo  | 10.     |